# Kari Traa
Kari Traa, née le 28 janvier 1974 à Voss, est une skieuse acrobatique norvégienne. Elle a entre autres à son palmarès un titre de championne olympique des bosses aux Jeux olympiques d'hiver de 2002 à Salt Lake City, quatre titres de championne du monde acquis en 1999 et 2001 en bosses et bosse en parallèle, et remporte cinq globes de cristal récompensant les vainqueurs de la Coupe du monde de ski acrobatique : deux deux en ski de bosses (2001 et 2002) et surtout trois victoires au classement général en 2002, 2003 et 2004. 
Son nom est associé à une ligne de prêt-à-porter féminin, fondée par la skieuse en 2002.
En 2011 elle participe à la 7e saison de Skal vi danse?, la version norvégienne de Danse avec les stars. 

## Palmarès

### Jeux olympiques d'hiver
- Jeux olympiques de 1998 à Nagano (Japon) :
  -  Médaille de bronze en bosses.
- Jeux olympiques de 2002 à Salt Lake City (États-Unis) :
  -  Médaille d'or en bosses.
- Jeux olympiques de 2006 à Turin (Italie) :
  -  Médaille d'argent en bosses.

### Championnat du Monde
Kari Traa a participé à sept éditions consécutives des championnats du monde, de La Clusaz en 1995 à Madonna di Campiglio en 2007, en ski de bosses et ski de bosses en parallèle. Elle y remporte sept médailles, trois en argent et quatre en or.
| Épreuve / Édition                  | Bosses | Bosses parallèles |
| Mondiaux 1995 La Clusaz            | 17e    | -                 |
| Mondiaux 1997 Iizuna Kogen         | 5e     | -                 |
| Mondiaux 1999 Meiringen-Hasliberg  | Argent | Argent            |
| Mondiaux 2001 Whistler             | Or     | Or                |
| Mondiaux 2003 Deer Valley          | Or     | Or                |
| Mondiaux 2005 Ruka                 | 15e    | Argent            |
| Mondiaux 2007 Madonna di Campiglio | 11e    | -                 |

### Coupe du Monde
En quatorze saison de Coupe du Monde, Kari Traa a pris le départ de courses.
- 3 gros globes de cristal :
  - Vainqueur du classement général en 2002, 2003 et 2004[4].
- 4 petits globes de cristal :
  - Vainqueur du classement bosses en 2001 et 2002[4].
  - Vainqueur du classement bosses parallèle en 1998 et 2000.
- 62 podiums dont 37 victoires[5].

#### Différents classements en coupe du monde
| Année/Classement | Année/Classement | Général | Général | Bosses | Bosses | Bosses en parallèle | Bosses en parallèle | Skicross | Skicross | Halfpipe | Halfpipe |
| ---------------- | ---------------- | ------- | ------- | ------ | ------ | ------------------- | ------------------- | -------- | -------- | -------- | -------- |
| Année/Classement | Année/Classement | Class.  | Points  | Class. | Points | Class.              | Points              | Class.   | Points   | Class.   | Points   |
| 1992             | 1992             | 52e     | 1       | 20e    | 9      | -                   | -                   | -        | -        | -        | -        |
| 1994             | 1994             | 74e     | 17      | 30e    | 136    | -                   | -                   | -        | -        | -        | -        |
| 1995             | 1995             | 53e     | 38      | 20e    | 263    | -                   | -                   | -        | -        | -        | -        |
| 1996             | 1996             | 22e     | 74      | 6e     | 588    | 19e                 | 76                  | -        | -        | -        | -        |
| 1997             | 1997             | 17e     | 84      | 6e     | 420    | 8e                  | 268                 | -        | -        | -        | -        |
| 1998             | 1998             | 13e     | 86      | 5e     | 516    | 1re                 | 344                 | -        | -        | -        | -        |
| 1999             | 1999             | 15e     | 75      | 8e     | 300    | 6e                  | 184                 | -        | -        | -        | -        |
| 2000             | 2000             | 7e      | 89      | 5e     | 444    | 1re                 | 372                 | -        | -        | -        | -        |
| 2001             | 2001             | 2e      | 97      | 1re    | 484    | -                   | -                   | -        | -        | -        | -        |
| 2002             | 2002             | 1re     | 100     | 1re    | 600    | 2e                  | 212                 | -        | -        | -        | -        |
| 2003             | 2003             | 1re     | 125     | 2e     | 676    | 3e                  | 204                 | 16e      | 84       | -        | -        |
| 2004             | 2004             | 1re     | 104     | 2e     | 867    | -                   | -                   | 35e      | 15       | 4e       | 120      |
| 2005             | 2005             | 6e      | 52      | 2e     | 571    | -                   | -                   | -        | -        | -        | -        |
| 2006             | 2006             | 5e      | 53      | 2e     | 586    | -                   | -                   | -        | -        | -        | -        |